# Hyposoter indicus
Hyposoter indicus là một loài tò vò trong họ Ichneumonidae.